# Грнчарство ножног витла у Србији
Грнчарство ножног витла у Србији је најмлађи и уједно најраспрострањенији, вид керамичке продукције. Овај технолошки најкомплекснији вид грнчарста, спада у најугроженији вид керамичке продукције у Србији данас.

## Ножно витло
Ножно витло је механичка справа за моделовање керамичких посуда настала, највероватније, од неких развијенијих форми ручног витла, која омогућава грнчару да, будући да има слободне обе руке, посуду извлачи из једног комада глине, док се витло окреће. 
Ова техника захтева сасвим другачију припрему глине од оне за рад на ручном витлу, и другачији
третман посуде током моделовања. Глинена маса која се користи за израду посуда на ножном витлу мора да има глаткоћу какву она припремљена за рад на ручном витлу не мора да има. То значи да, ако јој се додају неорганске примесе, оне морају бити ситнозрне, да не би повредиле руке грнчару. Због брзине витла, вода се користи у много већој количини него што је то случај са радом на ручном витлу. 
Због разлике у начину израде и примењеног материјала резултат на ножном витлу је другачији. Посуде рађене на ножном витлу су много порозније од оних на ручном, те им је стога најчешће неопходна глазура. Такође истраживања су показала, да ножно витло, иако је „савршенија“ справа у односу на ручно, није нужно и погодније за обликовање одређених врста глине, нити посуде израђене на њему могу задовољити увек све функције које се од кухињске керамике очекују. Ручно витло је, с тога, само најпогоднији начин обраде глине одређених карактеристика.

## Историја
Предуслови
Открићем својстава глине да поприма чврстину и задату форму печењем у ватри, у горњем палеолиту, пре око 26.000 година, створен је први синтетички материјал – керамика. Међутим до масовнијеупотребе глине у производњи употребних керамичких предмета дошло је много касније, у Европи готово 20.000 година касније. 
На простору централног дела Балканског полупострва, који данас заузима Србија, прво керамичко посуђе појављује се у неолиту, на прелазу 7. у 6. миленијум п. н. е. Од тог раздобља, до данас керамика на тлу Србије није изгубила на значају. Оно што је чини јединственим феноменом у технолошком погледу је чињеница да се откривањем нових техника и производних процеса, стари, већ усвојени и овладани, нису напуштали, већ су настављали да живе и активно коегзистирају широм Србије све до данас.
Грнчарство које је у почетку било насушна потреба пороица, временом је у ширем смислу постала знања и умеће која су потребна да би се од глине, проласком кроз пиротехнолошки процес, направио употребни предмет, било да је реч о посудама или украсним предметима. Тако је оввај сегмент керамике који се током миленијума користио у свакодневном животу, и био део породичне традиције изашо из оквира домаће радиности и постао занат — грнчарство, као део занатске производње.
Грнчарство ножног витла
Ручно витло које је представљало технолошку степеницу у развоју керамичке прозводње већ и технолошки
оптимум када је реч о одређеној врсти кухињских посуда направљених од специфичне врсте глине, односно комбинације глине и калцита или кварца, по многима је претходило ножном витлу, мада неки истраживачи верују да су се оба витла појавила истовременау у различитим деловима света.
Таква комбинација технике у обради сировина у технолошком смислу која је имала одређене захтеве и наметнула је усавршавање обе технике, ножног и ручног витла. Ножна витла коришћена у централној и северној Европи од 15. до 17. века, a којa умногоме подсећaју на своју нижу, ручну варијанту коју налазимо у Ордизану у Баскији, на Балканском полуострву појавила су се у једном од варијетета млађег ручног витла којa је у првој половини 20. века још увек била у функцији у Мркоњић Граду у Босни.

### Грнчарство ножним витлом у Србији
У културној историји Србије, производња керамичких судова од глине перманентно је присутна од праисторијских - неолитских дана, преко антике, Византије, средњег века, све до наших дана. На то указују и најновија археолошка истраживања бројних локалитета широм Србије у којим су пронађени бројни судови од глине, као и остаци пећи и других пратећих налаза на једном месту, као трагови прве занатске привреде, за коју се може рећи да је била и прва права индустријска керамичка производња. Тако је нпр. на простору Србије једна од познатијих бубањско-хумска керамика, о чему сведочи и богата збирка глинених посуда у археолошкој и етнографској збирци Народног музеја у Нишу.
У Србији је забележено неколико начина обраде глине и то: без кола, на ручном колу, на ножном
колу и у калупу. У досадашњој литератури обрађене су само три технике рада са глином. На основу теренског истраживања, увида у стручну литературу, као и на основу прегледа збирке керамике која се чува у Етнографским музејима Србије техника израде керамике у калупу може се издвојити као
посебна техника израде грнчарије.
Грнчарство ножног витла као у потпуности професионализован, мушки посао, који је све до скоро био доминатан вид традиционалне керамичке производње У Србији, највероватније своје корене вуче већ од 6. века п. н. е. Та претпоставка заснована је на основу макроскопски сагледивих карактеристика претходно публикованог ахеолошког материјала са око тридесет локалитета централоног дела Балканског полуострва на којима је пронађена керамика рађена на витлу, а који припадају временским оквирима од 6. до 4. века п. н. е. 
До прве половине 20. века, грнчарство је било искључиво градски занат, да би се нарочито од педесетих и шездесетих година, с промењеним начином живота у градским срединама, и услед опадања потражње, све више повлачио на село. 
У Србији тренутно је Пирот, најзначајнији грнчарски центар, у коме је средином 19. века било четрдесет радионица., док данас Пирот има три радионице са по једним грнчаром, од којих се: један бави занатом тек последњих петнаест година и није га наследио, други прави само сувенире у алупима, 
а трећи нема радионицу, већ ради као путујући грнчар. Што значи да ниједна од старих пиротских радионица с традицијом до данас није опстала.

## Грнчари пиротског краја
Грнчари са ширег простора Пирота су били надалеко познати. О томе говори и податак о њиховој бројности, по којој је у Србији 1914. године укупно било 173 грчнара. Од тога броја је 113 грнчара било само из Пирота. Најпознатији потичу из села Велики и Мали Суводол. 
Најпознатији пиротски грнчар од двадесетих па до осамдесетих година 20. века био је Боривоје Костадиновић. Самоуки грнчар, који је са седам година отишао у Бугарску да учи занат. Он је у свом раду користио традиционалне шопске шаре. За време Краљевине Југославије имао је своје грнчарске радионице од Пирота па до Словеније, од Војводине до Далмације. Оно по чему се овај грнчар спомиње и дан данас на факултетима примењених уметности и по музејима - јесте његова јединствена глазура коју је осмислио и која је омогућила по први пут да се у глеђосаним лонцима може спремати храна и у пећници. Седамтесетих и осамдесетих година 20. века гостовао је као презентер својих занатских и уметничких вештина на београдском универзитету. Многи студенти домаћи и страни као и магистранти и докторанти долазили су код њега у Пирот на праксу. Један од најпознатијих скулптора Холандије, Брус Рубрук био је један од њих, који је чак свој атеље у Ситарду назвао „Мајстор Бора". Мајстор Бора је користио традиционалне шопске шаре на својим производима.
И у 14. веку постојали су грнчарски еснафи у Пироту. За време турске владавине и тимарског феудалног система развија се трговина и шире се источњачки занати. Правила еснафских удружења-руфета су била доста крута, поштовали су се обичаји који су преношени с генерације на генерацију мајстора, калфи и шегрта-чирака. Тек почетком 19. века еснафи добијају писана правила и тим документом уређују међусобне односе. На занат су у Пироту деца примана према очевим жељама. Трајање школовања — шегртовање, калфенисање и мајсторовање у грнчарској занатској радиноци трајало је око три године. Почињало се са 12 до 15 година живота. Први ступањ је било шегртовање. После годину дана рада полагао је калфенски испит. После положеног испита добијао је плату, а неретко му је мајстор поклањао и алат. Калфа је могао да самостално замењује мајстора и врши све послове као мајстор, али није могао да самостално отвори радњу.  Као калфа радио је обично још три године а затим стицао звање мајстора. Калфа је морао да буде писмен, али диплома основне школе се није тражила, па су грнчари махом били неписмени.
Током 1866. године Пиротски грнчари постали су познати по производњи око 5.000 чашица за телеграфске стубове као изолатори, а који су се налазили на путу који је водио за Једрене. Ове чашице су биле квалитетније и јефтиније од оних које су правили мајстори у самом Једрену.
Временом, због све веће бројности грнчара, која је превазилазила потребе Пирота и околине, многи од њих у потрази за послом, одлазили су у печалбу, у друге делове Србије. и Балканског полуострва, нешто више у оне крајеве који су били у оквирима исте државе, али и ван њених граница. 
Почетком 20. века, преко сто грнчарских радионица западно од Велике Мораве држали су Пироћанци. Даљи развој грнчарског заната у Пироту као и развој свих осталих привредних грана је почивао на индустријализацији. У суседној Бугарској пред почетак Првог светског рата у градовима Трну и Софији основане су грнчарске школе и од тог времена грнчара печалбара из Пирота има све мање.
Међу преосталим грнчарима у Србији и данас је већина пореклом из Пирота и околине. Ван пиротског подручја, најзначајнији центар пиротског грнчарства је Зајечар.
У самом Пироту грнчара готово да нема, у околним селима, као што су Велики Суводол, Мали Суводол или Понор, још увек су активни, мада је квалитет тих посуда и разноврсност производа знатно сиромашнији него што би се то од колевке српског грнчарства очекивало. 
Према типолошкој систематизацији збирке Етнографског музеја у Београду, пиротски грнчари су израђивали седамдесет врста различитих посуда и предмета, од посна црвена или бела глина. Данас је тај број значајно смањен, а квалитет производа слабији.

## Грнчари Беле Паланке
У Белој Паланци, као и у Пироту производња грнчарије типолошки се везује за пиротску.

## Грнчари Ниша
Данас се у Нишу грнчарством баве, као допунским занимањем, у редуцираној техници, само двојица мајстора. Ова два преостала мајстора израђују сужен број грнчарских производа, у редуцираној техници: кондири, тестије, вазе, свећњаци, кадионице, таве, грнци, од чије продаје не могу нормално да живе, тако да им бављење древним грнчарским занатом само допуњује кућни буџет.
- Производи нишких грнчара разних форми, величина и облика из 2016. године

## Грнчари у осталим крајевима Србије
У јужноморавској области, која је некада била једнако позната и важна за грнчарску продукцију, данас једва да има грнчара:
- У Врању су још увек активне две радионице.[29]
- У селу Шапранце код Трговишта, у којем је између два светска рата било чак 40 грнчара, данас ради само један, а ни он нема наследника.[30][31][32]
- У Војводини се грнчарство развијало на сасвим специфичан начин. Све до Првог светског рата, грнчарија се махом довозила из других делова Аустроугарске монархије, а малобројна локална продукција била је под утицајем те увозне робе, махом хабанске мајолике. Након Првог светског рата пиротски грнчари почињу да се насељавају и у Војводини, доносећи своја знања и начин рада. Панонска грнчарија тако почиње да се мења, попримајући неке јужњачке елементе, али и сáми новопридошли грнчари, подстакнути захтевима тржишта, своје производе прилагођавају локалном укусу и потребама.[33] Данас су грнчари у Војводини права реткост.

## Карактеристике и врста грнчарије израђене на ножном витлу у Србији
За оба центра, пиротско-белопаланачки и јужноморавски, карактеристична је израда исте врсте посуда, које по свом изгледу и декорацији показују несумњиву везу са византијским и српским средњовековним традицијама и каснијим утицајима које су Османлије пренеле на овај простор. Међутим, без обзира на то колико су на производе пирота и других српских мајстора имали утицаји са Исток, њихова грнчарија израђена на ножном витлу има готово све особине аутентичне народног стваралаштва. Међу многобројном грнчаријом најзаступљеније су:
Посуде за течност
- Тесатије — за воду.
- Бардаци, ибрица, чутуре, пљоске и посуде у облику малог бурета — за служење ракије на столу, или ношења са собом.
- Полузатворени бокали са изливником (званим шепењдер у Пироту или гостара у Зајечару) — за служење вина на столу
- Посуде моделоване у облику бокала и такозване варалице — са скривеним системом за проток течности.[1][34][35]

Посуде за кување, сервирање и чување хране
- Лонци са једном дршком за огњиште или шпоретски лонци и шерпе с дршкама као и ђувечи — за кување хране
- Рукатке или котлајке — за ношење хране или готових јела радницима у поље.
- Ћупови различитих величина — за чување хране
- Зделе, тањири и сланици — стоно посуђе
- Поклопци за казане за печење ракије — прављени су и поклопци с лулом.

Остали прердмети
- Чункови за оџак.
- Свећњаци и кадионице — за свакодневну употребу, славску свећу, сахране и парастусе.
- Антропоморфне и зооморфне посуде различите намене,
- Дечје играчке и касице.
- Музички инструменти, првенствено окарине, пиштаљке у облику малих посуда или „птичица”.